# Donald Meltzer
Donald Meltzer (1922 - 2004) fue un psicoanalista de origen estadounidense.

## Biografía
Después de estudiar medicina en Nueva York se formó e instaló en Londres en 1954 para trabajar con Melanie Klein. Enseñó durante más de 20 años en Tavistock Clinic. Trabajó en colaboración estrecha con Wilfred Bion, Roger Money-Kyrle, Esther Bick y Martha Harris (su esposa). 
Es famoso por su trabajo sobre el autismo, y a menudo citado como referencia complementaria al trabajo de Frances Tustin y Melanie Klein. Inicia la noción de claustrum, y la de identificación intrusiva (en lugar de identificación proyectiva).

## Como docente
Meltzer fue bien conocido internacionalmente como profesor y supervisor. Estaba a favor de un sistema de estilo taller, para la enseñanza y la selección de candidatos para la formación psicoanalítica, bosquejada en su documento “Towards an atelier system”. Su método consistía en pedir a los supervisados presentar sesiones de material clínico sin editar, en lugar de los documentos terminados. Varios de sus grupos y supervisados individuales documentaron sus experiencias.  
- Castella, R., Farre, L., Tabbia, C. (2003) Supervisions with Donald Meltzer. London: Karnac.

- Emanuel, R. (2004) “A personal tribute to Donald Meltzer”, Bull. of the Association of Child Psychotherapists 149: 11–14

- Fisher, J.  (2000) “Reading Donald Meltzer: identification and intercourse as modes of reading and relating”, Exploring the Work of Donald Meltzer ed. Cohen & Hahn. London: Karnac, 188–202

- Hoxter, S. (2000) “Experiences of learning with Donald Meltzer”, Exploring the Work of Donald Meltzered. Cohen & Hahn. London: Karnac, 12–26

- Psychoanalytic Group of Barcelona (2000), “A Learning Experience”, Exploring the Work of Donald Meltzer ed. Cohen & Hahn. London: Karnac, 203–14

- Psychoanalytic Group of Barcelona (2002) Psychoanalytic Work with Children and Adults. London: Karnac

- Psychoanalytic Group of Barcelona (2007) De un Teller psicoanalítico, a partir de Donald Meltzer. Barcelona: Grafein (en castellano)

- Oelsner, M. Oelsner, R. (2005) “About supervision: an interview with Donald Meltzer”, British J. of Psychotherapy, 21 (3).

- Racker Group of Venice (2004) Transfert, Adolescenza, Disturbi del Pensiero. Armando (en italiano)

## Algunas publicaciones en inglés
- The Psychoanalytical Process (Heinemann 1967), reeditado en Perthshire: Clunie Press, 1970

- Sexual States of Mind (1973), Perthshire: Clunie Press

- Explorations in Autism: a psychoanalytic study (1975), Perthshire: Clunie Press

- Conjuntamente con Martha Harris: A psychoanalytic model of the child-in-the-family-in-the-community, estudio comisionado por las Naciones Unidas, publicado en francés en 1976 e inicialmente publicado en inglés en Sincerity: Collected Papers of Donald Meltzer (1994)

- The Kleinian Development: volumen I (Freud), volumen II (Klein), volumen III (Bion). Volumen único editado en Perthshire: Clunie Press, 1978

- Dream Life: a re-examination of the psycho-analytical theory and technique (1983), Perthshire: Clunie Press

- Studies in Extended Metapsychology: clinical applications of Bion’s ideas (1986), Perthshire: Clunie Press

- Con Meg Harris Williams: The Apprehension of Beauty: the role of aesthetic conflict in development, art and violence (1988), Perthshire: Clunie Press

- The Claustrum: an investigation of claustrophobic phenomena (1992), Perthshire: Clunie Press

Mucha de la obra de Meltzer se halla en Sincerity and Other Works: Collected Papers (1994) ed. A. Hahn. Londres: Karnac.
Para textos de Meltzer traducidos a otros idiomas, ver las listas publicadas de: Armando (Roma); Bollati Boringhieri (Turín); Borla (Roma), Cortina (Milán); Dunod (París); Hublot (Brittany, Francia); Diskord (Tubinga, Alemania); Klett-Cotta (Stuttgart, Alemania); Spatia (Buenos Aires); Grafein (Barcelona); Kongo Shuppan (Tokio).